# Coton (Tamworth)
Coton – osada w Anglii, w Staffordshire. Leży 2,6 km od miasta Tamworth, 31,9 km od miasta Stafford i 168,7 km od Londynu. W latach 1870–1872 miejscowość liczyła 216 mieszkańców.